# Svazek měst a obcí okresu Strakonice
Svazek měst a obcí okresu Strakonice je sdružení právnických osob v okresu Strakonice, jeho sídlem jsou Strakonice a jeho cílem je uspokojování důležitých potřeb regionu a dopravní obslužnost. Sdružuje celkem 93 obcí a byl založen v roce 2001.

## Obce sdružené v mikroregionu
- Kadov
- Krty-Hradec
- Kuřimany
- Libějovice
- Mnichov
- Předslavice
- Rovná
- Strašice
- Vacovice
- Velká Turná
- Bavorov
- Bělčice
- Bezdědovice
- Bílsko
- Blatná
- Bratronice
- Březí
- Budyně
- Buzice
- Cehnice
- Čečelovice
- Čejetice
- Čestice
- Doubravice
- Drahonice
- Drážov
- Droužetice
- Dřešín
- Hlupín
- Horní Poříčí
- Hornosín
- Hoslovice
- Hoštice
- Chelčice
- Chlum
- Chobot
- Chrášťovice
- Jinín
- Kalenice
- Katovice
- Kladruby
- Krajníčko
- Krašlovice
- Krejnice
- Lažánky
- Lažany
- Libětice
- Lnáře
- Mačkov
- Malenice
- Mečichov
- Měkynec
- Milejovice
- Miloňovice
- Myštice
- Němčice
- Němětice
- Nihošovice
- Nišovice
- Nová Ves
- Novosedly
- Osek
- Paračov
- Pivkovice
- Pohorovice
- Pracejovice
- Předmíř
- Přechovice
- Přešťovice
- Radomyšl
- Radošovice
- Řepice
- Sedlice
- Slaník
- Sousedovice
- Stožice
- Strakonice
- Strunkovice nad Volyňkou
- Střelské Hoštice
- Škvořetice
- Štěchovice
- Štěkeň
- Třebohostice
- Třešovice
- Úlehle
- Únice
- Uzenice
- Vodňany
- Volenice
- Volyně
- Záboří
- Zvotoky